# Гетто в Городке (Молодечненский район)
Гетто в Городке́ (Минская область) (март 1942 — 11 июля 1942) — еврейское гетто, место принудительного переселения евреев деревни Городок Молодечненского района Минской области и близлежащих населённых пунктов в процессе преследования и уничтожения евреев во время оккупации территории Белоруссии войсками нацистской Германии в период Второй мировой войны.

## Оккупация Городка и создание гетто
Деревня Городок была захвачена немецкими войсками в июне 1941 года, и оккупация продлилась до 4 июля 1944 года.
Перед войной в Городке жили около 1000 евреев, а всё население составляло 1100—1500 человек.
После оккупации немцы заставили евреев организовать юденрат, от которого, среди прочего, потребовали собрать у евреев и сдать немцам ценные вещи — хорошую одежду, меха, часы и драгоценности.
В марте 1942 года немцы, реализуя нацистскую программу уничтожения евреев, организовали в местечке гетто, в которое согнали около 1500 человек из Городка и ближайших деревень.

## Условия в гетто
Гетто находилось в центре местечка и имело размеры около 500 метров в длину и около 100 метров в ширину, занимая территорию от каменной синагоги до поворота дороги на деревню Пожарище. Внутри гетто оказались бо́льшая часть еврейских домов и ещё одна синагога — всего более двадцати строений.
Гетто было ограждено колючей проволокой, а вход находился около бывшей синагоги.
Трудоспособных узников использовали на тяжелых принудительных работах — заготовке леса, ремонтах дорог и других.
Немцы и полицейские беспрерывно издевались над узниками.

## Уничтожение гетто
В конце мая 1942 года около ста молодых евреев депортировали в трудовой лагерь в Красное.
Гетто существовало до 11 июля 1942 года (в некоторых источниках ошибочно указывается март 1943 года). В этот день всем евреям было приказано собраться в парке между двумя синагогами. Туда подъехало около 20 грузовиков. Немцы начали отделять трудоспособных евреев от стариков и детей. Чтобы не было паники, объясняли, что их повезут в деревню Красное на работу.
Евреев, которых увезли в сторону деревни Выдричи, примерно через километр высадили, пригнали к хлеву, по несколько человек заводили внутрь и убивали выстрелом в затылок из пистолетов. Когда всех евреев убили, сарай подожгли.
Всего во время этой «акции» (таким эвфемизмом нацисты называли организованные ими массовые убийства) погибли 900 (720 из Городка и 180 из ближайших деревень, 910 евреев).

## Организаторы и исполнители убийств
Главными военными преступниками и организаторами массовых убийств в бывшем Радошковичском районе (к которому в то время относилась деревня Городок) были признаны: обер-лейтенанты Шпиз и Шнейдер, коменданты полиции Бекиш и А. Зинькевич, начальник гарнизона Радошковичей Есинский, лейтенант Эрнш и другие.
В карательной операции в Городке принимало участие подразделение СД из Вилейки и, по некоторым данным, подразделение вермахта из Красного, где находилась крупная база и склады артиллерийско-технического имущества группы сухопутных войск «Центр» под командованием полковника Тишь и 28-й батальон охраны под командованием капитана Кёрнера.

## Случаи спасения и «Праведники народов мира»
В Городке Выхото (Петрович) Тереза за спасение Альтман Симы была удостоена почетного звания «Праведник народов мира» от израильского мемориального института «Яд Вашем» «в знак глубочайшей признательности за помощь, оказанную еврейскому народу в годы Второй мировой войны».
Известно о попытках убежать из гетто, однако из-за того, что немцы потом убивали оставшихся в гетто членов семьи, таких случаев было мало. Несколько узников пытались бежать по дороге на расстрел, бросившись с машин в реку, но их тут же застрелили, и спасся только один подросток. А среди тех, кого везли в Красное, был Николай Лидский, который крикнул, чтобы люди прыгали с машин и прятались в лесу. Немцы некоторых убили, некоторых поймали, но 36 евреев спаслись. Всего около 50 евреев из Городка попали в партизанские отряды.
Опубликованы неполные списки евреев, бежавших из гетто в Городке и участвовавших в партизанском движении

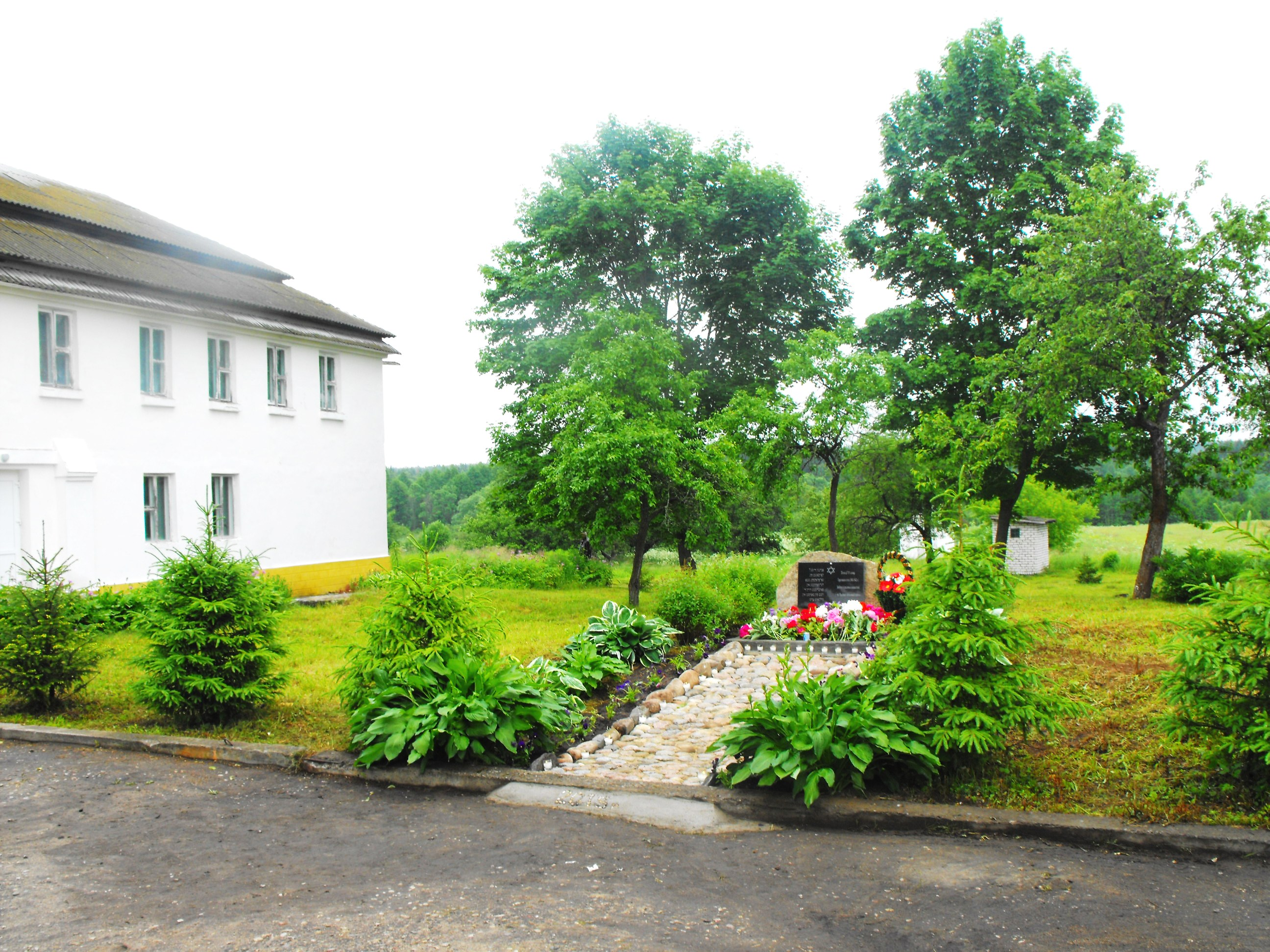
Памятник на месте бывшего гетто

## Память
Только в июле 1998 года на месте массового убийства евреев городка был установлен памятник. Однако, по воспоминаниям свидетелей, строение, в котором сожгли евреев, стояло гораздо дальше в сторону леса и имело бо́льшую площадь, чем защитная зона вокруг современного памятника.
В паспорте воинского захоронения указано число убитых на этом месте евреев — 900 человек. И на самом памятнике высечена надпись: «Вечная память 900 евреям, зверски убитым немецкими палачами 11 июля 1942 г. в Городке». Но в материалах ЧГК указано, что на месте расправы «фашисты расстреляли, а затем сожгли 710 человек». В 2019 году памятник был поврежден вандалами.
В 2015 году был также установлен памятник и на территории бывшего гетто.
Опубликованы неполные списки убитых — жертв геноцида евреев в Городоке.